# Kurt Ekman
Kurt Ekman, född 1892, död 4 augusti 1918 i Helsingfors, var en finländsk poet och skribent som skrev på svenska.

## Biografi
Ekman studerade vid Svenska normallyceum i Helsingfors. Han var aktiv som medarbetare i de svenskspråkiga tidskrifterna Hemma och Ute(fi) samt Veckans Krönika(fi). Trots sin korta levnad hann han publicera två litterära verk och uppmärksammades i samtida kritikerkretsar.
Ekmans lyrik kännetecknas av naturstämningar och existentiella motiv. Hans debutverk Havet utkom 1916, medan diktsamlingen Toner publicerades postumt år 1918.

## Verk
- Havet (1916)
- Toner (1918)